# Faysal Shayesteh
Faysal Shayesteh (Kaboel, 10 juni 1991) is een Afghaans-Nederlands profvoetballer die als middenvelder speelt. Hij is de jongere broer van Qays Shayesteh.

## Clubloopbaan
Shayesteh speelde in de jeugd voor zowel FC Twente als sc Heerenveen. Vanaf de zomer van 2012 was hij op amateurbasis verbonden aan Go Ahead Eagles. Per 1 maart 2013 speelde Shayesteh in Bulgarije voor Etar Veliko Tarnovo waar hij zijn profdebuut maakte. Medio 2013 zat hij zonder club en sinds begin 2014 komt hij uit voor Songkhla United FC. Met die club degradeerde hij eind 2014 naar het tweede niveau in Thailand. In 2016 ging in in Maleisië voor Pahang FC spelen. Een overgang naar Arema Cronus uit Indonesië ketste af. In januari 2017 ging hij naar Iran waar hij een contract tekende bij Paykan. In november van dat jaar ging hij in India voor Gokulam Kerala FC spelen. Hierna keerde hij terug naar Thailand. Medio 2020 sloot hij aan bij VV DUNO. In 2022 ging hij in India in de I-League voor Sreenidi Deccan FC spelen.

## Interlandcarrière
Op 20 mei 2014 debuteerde Shayesteh als basisspeler voor het Afghaans voetbalelftal in de uitwedstrijd om de AFC Challenge Cup tegen de Filipijnen. Begin 2016 was hij aanvoerder van het team dat tweede werd op het Zuid-Aziatisch kampioenschap voetbal 2015.